# Liste des sénateurs du Second Empire

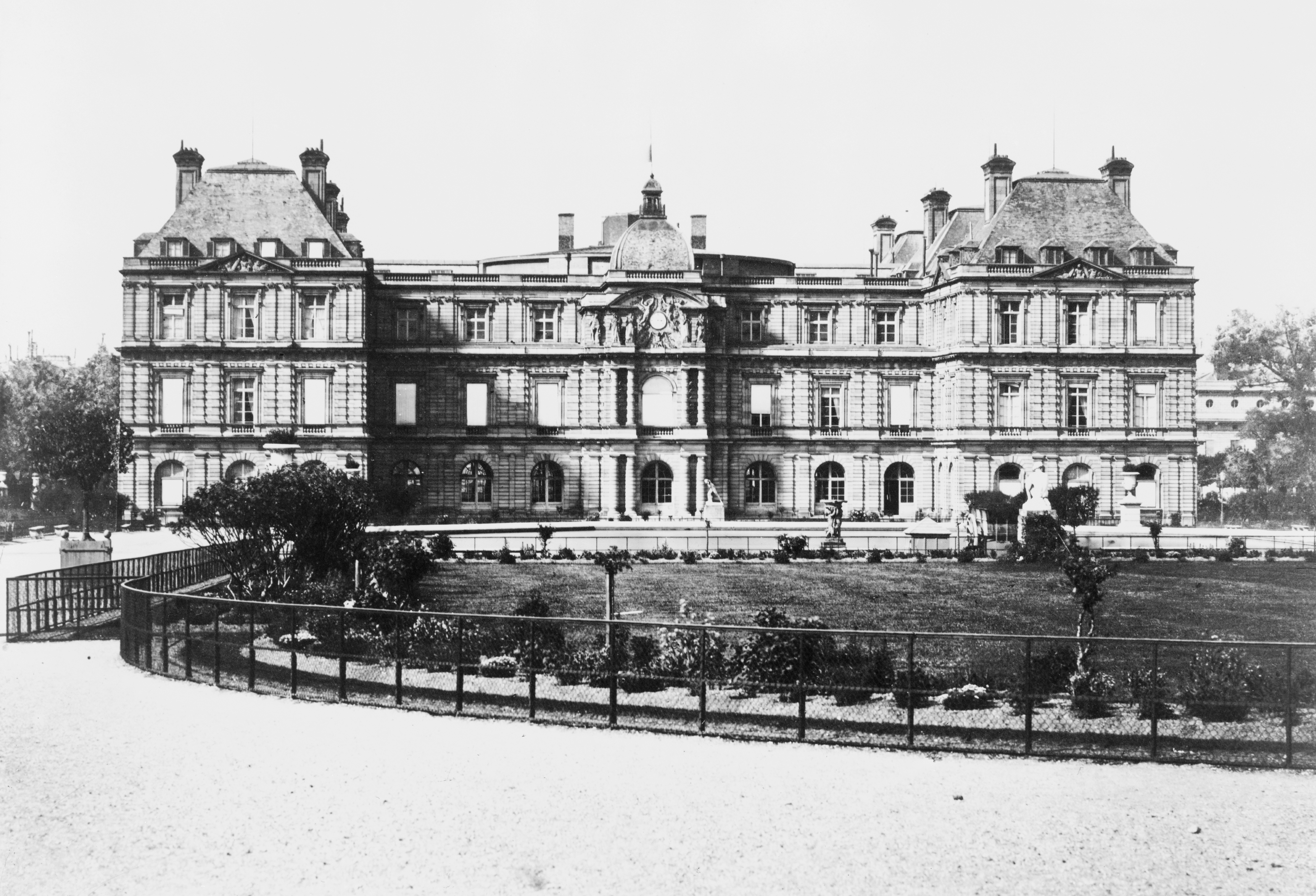
Le palais du Luxembourg sous le Second Empire.

Cet article présente la liste des sénateurs du Second Empire. Elle permet de comprendre les diverses évolutions chronologiques de cette assemblée et vient en complément de la catégorie Sénateur du Second Empire, qui fournit une liste des membres par ordre alphabétique.
Le Sénat du Second Empire se compose de membres de droit (princes de la famille impériale, cardinaux, maréchaux et amiraux) et de membres nommés à vie par Napoléon III. Le nombre de sénateurs est fixé à 150 au maximum. Le titre de sénateur présente un caractère honorifique important. C'est pourquoi il est attribué à des personnalités extrêmement diverses, dont l'engagement politique est parfois peu important.

## 1852

### Nominations du26 janvier 1852
1. Louis-Jacques-Maurice de Bonald (1787-1870), cardinal, archevêque de Lyon, primat des Gaules ;
2. Jacques-Marie Antoine Célestin Dupont (1792-1859), cardinal, archevêque de Bourges ;
3. Adrien-Jacques-Marie-Césaire Mathieu (1796-1875), cardinal, archevêque de Besançon ;
4. Thomas Gousset (1792-1866), cardinal, archevêque de Reims ;
5. Étienne Maurice Gérard (1773-1852), maréchal de France ;
6. Honoré Charles Reille (1775-1860), maréchal de France ;
7. Jérôme Bonaparte (1784-1860), maréchal de France ;
8. Rémy Joseph Isidore Exelmans (1775-1852), maréchal de France ;
9. Jean Isidore Harispe (1768-1855), maréchal de France ;
10. Jean-Baptiste Philibert Vaillant (1790-1872), maréchal de France ;
11. Albin Roussin (1781-1854), amiral de France ;
12. Ange René Armand de Mackau (1788-1855), amiral de France ;
13. Michel Jacques François Achard (1778-1855) ;
14. Antoine Maurice Apollinaire d'Argout (1782-1858) ;
15. Charles d'Audiffret (1787-1878) ;
16. Adrien-Aimé Fleury[1] (1783-1861), comte de Bar, général de division, député à l'Assemblée nationale législative de 1849 ;
17. Achille, comte Baraguey d'Hilliers (1795-1878), maréchal de France ;
18. Félix-Bellator, comte de Beaumont[2]  (1794-1866), dit « Beaumont de la Somme » ;
19. Charles de Beauvau-Craon (1793-1864) ;
20. Antoine-Louis-Pierre-Joseph Godard (1791-1872), marquis de Belbeuf, ancien membre de la Chambre des pairs ;
21. Napoléon Alexandre Berthier de Wagram (1810-1887) ;
22. Henri Georges, 2e comte Boulay de la Meurthe (1797-1858), député (1837-1848), président du Conseil d'État (1849-1852) ;
23. Achille Le Tonnelier, comte de Breteuil (1781-1864) ;
24. Marie Jean Pierre Hubert (1798-1881), duc de Cambacérès, dit « Cambacérès aîné » ;
25. Boniface de Castellane (1788-1862), maréchal de France ;
26. Joseph Grégoire Casy (1787-1862), vice-amiral ;
27. François Jean, comte Clary (1814-1889), lieutenant-colonel dans la Garde nationale ;
28. Ernest Charles Marie Eugène de Croix (1803-1874), 5e marquis d'Heuchin ;
29. Marie Jean Pierre Pie Frédéric Dombidau de Crouseilhes (1792-1861), ancien membre de la Chambre des pairs, député à l'Assemblée législative (1849), ministre de l'Instruction publique et des Cultes (avril-octobre 1851) ;
30. Napoléon Joseph Curial (1809-1861), ancien membre de la Chambre des pairs, député à l'Assemblée constituante (1848), à l'Assemblée législative (1849) ;
31. Édouard Drouyn de Lhuys (1805-1881), ministre des Affaires étrangères (1848-1849, 1851, 1852-1855, 1862-1866) ;
32. Jean-Baptiste Dumas ;
33. Charles Dupin (1784-1873), député à l'Assemblée législative (1849) ;
34. Léonce Élie de Beaumont (1798-1874), géologue, membre de l'Institut de France ;
35. Achille Fould (1800-1867), ministre d'État (juillet 1852) ;
36. Antoine Eloi Jean-Baptiste Fouquier d'Hérouël[3] (1784-1852), chef d'escadron, représentant à l'Assemblée nationale législative de 1849 ;
37. Louis Luglien, baron de Fourment[4] (1788-1864) ;
38. Jean-Élie Gautier (1781-1858), sous-gouverneur de la Banque de France ;
39. Ernest Stanislas de Girardin[5] (1801-1874) ;
40. Achille Félicité Goulhot de Saint-Germain[6] (1803-1875), député de la Manche à l'Assemblée nationale législative de 1849 ;
41. Alphonse Henri, comte d'Hautpoul ;
42. Gaud-Amable, baron Hugon (1783-1862), vice-amiral ;
43. Eugène Alexandre Husson (1786-1868), maréchal de camp ;
44. Théobald de Lacrosse ;
45. Louis Napoléon Loetitia Charles (1809-1869), baron de Ladoucette ;
46. Auguste Luc Nompar de Caumont (1803-1882), 10e duc de La Force (1857) ;
47. Édouard Lelièvre de La Grange ;
48. Jean Ernest Ducos de La Hitte ;
49. Honoré Charles Baston[7] (1788-1868), 2e comte de La Riboisière ;
50. Anatole Charles Alexis Becelair, marquis de La Wœstine (1786-1870), lieutenant-général des armées du roi, et gouverneur des Invalides ;
51. Louis Martin Lebeuf[8] (1792-1854), propriétaire de faïenceries, régent de la Banque de France (1835), maire de Montereau, député de Seine-et-Marne (1837-1842, 1849-1852) ;
52. Jules Polydore Le Marois ;
53. Augustin-Louis[9] (1787-1864), 2e comte Lemercier, chef d'escadron de chasseurs à cheval, conseiller général de l'Orne, député de l'Orne, médaillé de Sainte-Hélène, commandeur de la Légion d'honneur ;
54. Armand Jacques Leroy de Saint-Arnaud ;
55. Urbain Jean Joseph Le Verrier ;
56. Albert-Magdelaine-Claude[10] (1772-1857), comte de Lezay-Marnésia, préfet du Lot (1815), de la Somme (1816), député du Lot (1816-1820), du Rhône (1817) et de Loir-et-Cher (1828), membre de la Chambre des pairs (1835) ;
57. Bernard Pierre Magnan (1791-1865), maréchal de France ;
58. Jacques André Manuel[11] (1791-1857), dit « Manuel de la Nièvre » ;
59. Antoine Philibert Marchant[12] (1796-1859), dit « Marchant du Nord » ;
60. Jacques-André Mesnard (1796-1859), ancien membre de la Chambre des pairs, premier vice-président du Sénat ;
61. Auguste Mimerel (1786-1871), dit « Mimerel de Roubaix » ;
62. Napoléon Joseph Ney (1803-1857), 2e prince de la Moskowa ;
63. Lucien Charles Joseph Napoléon (1803-1878), 3e prince Murat, ministre plénipotentiaire à Turin (1849-1850), colonel par la garde nationale de la banlieue de Paris ;
64. Michel (1787-1862), 2e comte Ordener, général de division ;
65. Philippe Antoine d'Ornano ;
66. Jean-Thomas Arrighi de Casanova, duc de Padoue ;
67. Alexandre Ferdinand Parseval-Deschenes ;
68. Jean-Jacques Germain, baron Pelet-Clozeau ;
69. Anne Charles Lebrun, duc de Plaisance ;
70. Louis Poinsot ;
71. Joseph Marie Portalis ;
72. Adolphe François René, marquis de Portes (1790-1852), ancien membre de la Chambre des pairs ;
73. Claude Antoine Hippolyte de Préval ;
74. Auguste, comte Regnaud de Saint-Jean d'Angély, maréchal de France ;
75. Henri-Jean-Victor de Rouvroy (1782-1865), duc de Saint-Simon, général de division, ancien membre de la Chambre des pairs ;
76. Louis-Charles Sapey[13] (1767-1857), député de l'Isère au Corps législatif ([an X-1808), à la Chambre des Cent-Jours, à la Chambre des députés (1819-1824, 1828-1848) ;
77. Jean Paul Adam, comte Schramm (1789-1884), général de division, ancien membre de la Chambre des pairs ;
78. Raymond, comte de Ségur d'Aguesseau[14] (1803-1889), préfet du Lot, député des Hautes-Pyrénées à l'Assemblée nationale législative de 1849 ;
79. Henri, 3e comte Siméon[15] (1803-1874) ;
80. Amédée Thayer ;
81. Antoine Claire Thibaudeau (1765-1854), ;
82. Raymond-Théodore Troplong (1795-1869) ;
83. Armand Alexandre Joseph Adrien (1815-1896), 6e marquis de Caulaincourt, 2e duc de Vicence ;
84. Narcisse Vieillard[16] (1791-1857), député de la Manche (1842-1846, 1848 et 1849).

### Nomination du15 mars 1852
1. Ferdinand-François-Auguste Donnet (1795-1882), cardinal, archevêque de Bordeaux ;

### Nominations du27 mars 1852
1. Marie Dominique Auguste Sibour (1792-1857), archevêque de Paris ;
2. Casimir Louis Victurnien de Rochechouart (1787-1875), duc de Mortemart ;
3. Jean-Martin, baron Petit (1772-1856), lieutenant-général, ancien membre de la Chambre des pairs ;
4. Jean-Pierre, baron Piat (1774-1862), général ;
5. Jean-Martial Bineau (1805-1855) ;
6. Léon-Formose, marquis de Barbançois[17] (1792-1863), député des Hautes-Pyrénées à l'Assemblée nationale législative de 1849 ;
7. Georges Charles de Heeckeren d'Anthès (1812-1895) ;

### Nominations du28 juillet 1852
1. François-Xavier Joseph, comte de Casabianca (1796-1881) ;
2. Noël Lefebvre-Duruflé (1792-1877) ;

### Nomination du29 juillet 1852
1. Louis Félix Étienne, marquis de Turgot (1796-1866) ;

### Nominations du2 décembre 1852
1. Jacques Pierre Abbatucci (1791-1857) ;
2. Gilbert Alexandre, comte Carrelet (1789-1874), général de division ;

### Nomination du25 décembre 1852
1. S.A.I. Napoléon Joseph Charles Paul (1822-1891), prince Napoléon ;

### Nominations du31 décembre 1852
1. Charles de Flahaut (1785-1870) ;
2. Amédée (1791-1857), 2e marquis de Pastoret , ancien membre de la Chambre des pairs ;
3. Alphonse (1789-1864), 2e comte de Grouchy  ;
4. Charles Émile (1790-1874), 2e marquis de La Place  ;
5. Pierre Magne (1806-1879), ancien ministre des Finances ;
6. Henri-Auguste-Georges de La Rochejaquelein (1805-1867), officier de cavalerie, député légitimiste ;
7. Jacques Louis Randon (1795-1871), gouverneur général de l'Algérie ;
8. Louis, comte de Rostolan (1791-1862), général de division ;
9. Emmanuel Pons Dieudonné 2e comte de Las Cases[18] (1800-1854), député du Finistère à la Chambre des députés de la monarchie de Juillet, secrétaire de l'Assemblée ;
10. Achille Joseph, comte Delamare (1790-1873), lieutenant-colonel d'état-major ;
11. René, François Vallet (1777-1863), comte de Villeneuve  de Chenonceaux, chambellan du roi de Hollande Louis Bonaparte et de l'empereur Napoléon Ier ;
12. Antoine-Joseph-Maurice, marquis d'André (1788-1860), général de division ;
13. Auguste Pierre Walbourg Gemeau (1790-1868), lieutenant-général ;
14. Alphonse de Bauffremont-Courtenay (1792-1860), duc de Bauffremont, président du conseil général de la Haute-Saône ;
15. Claude Alphonse Delangle (1797-1869), premier président de la cour d'appel de Paris ;
16. Georges-Nicolas-Marc, baron Létang[19] (1788-1864), général de division ;
17. Charles Philippe Henri de Noailles (1808-1854), 8e prince de Poix, 5e duc espagnol de Mouchy, 4e duc français de Mouchy ;
18. Jean-Alexandre Le Pays de Bourjolly (1791-1865), général de division ;
19. Jean-Gilbert Victor Fialin (1808-1872), duc de Persigny ;
20. Joachim Charles Napoléon, comte Clary (1802-1856), conseiller général de Seine-et-Marne ;
21. Joseph Désiré Foucher (1786-1860), lieutenant-général ;
22. Claude-Nicolas Vaudrey (1784-1857), général de brigade ;
23. Charles Jean Firmin Maillard (1774-1854), ancien membre de la Chambre des pairs ;
24. Philippe-Antoine Gueswiller (1791-1865), général de division ;
25. Christophe Michel, comte Roguet (1800-1877), aide de camp de Napoléon III ;
26. Jacques Bergeret (1771-1857), vice-amiral, ancien membre de la Chambre des pairs ;
27. Thomas-Louis Desmazières (1775-1855), ancien député de Maine-et-Loire ;
28. François Alexandre Cavenne (1773-1856), inspecteur général des Ponts et Chaussées ;
29. Jean-Baptiste Cécille (1787-1873), militaire, diplomate ;
30. Pierre Chrétien Korte (1788-1862), général de division ;
31. Viala Charon (1794-1880), général de division ;
32. François Joseph, 2e comte de Barral-Montferrat (1787-1856), capitaine de cavalerie, page de Napoléon Ier ;
33. Jean Pierre François, comte Bonet (1768-1857), général de division ;
34. S.A. le prince Louis-Lucien Bonaparte (1813-1891) ;
35. Paul-Charles-Amable, baron de Bourgoing (1791-1864), diplomate ;
36. Napoléon Maret (1803-1898), duc de Bassano, grand chambellan ;
37. Pierre Claude Louis Robert (1787-1861), comte Tascher de la Pagerie ;
38. Félix Barthe[20] (1795-1863).

## 1853

### Nomination du9 février 1853
1. Victor François Marie Perrin (1796-1853), duc de Bellune ;

### Nominations du4 mars 1853
1. Ferdinand Barrot (1806-1883), grand référendaire du Sénat ;
2. Hilaire Étienne Octave Rouillé (1798-1866), marquis de Boissy ;
3. Charles-Wangel Bret (1791-1860), préfet du Haut-Rhin (1833-1848), préfet de la Haute-Garonne (1852-1852), préfet du Rhône (1852-1853) ;
4. Alceste de Chapuys (1800-1868), baron de Montlaville, préfet de l'Isère, de la Haute-Garonne, député de Saône-et-Loire (1838-1848) ;
5. Jean Baptiste Auguste Dariste[21] (1807-1875), député des Basses-Pyrénées (1848-1851) ;
6. Louis Isaac Pierre Hilaire Doret (1788-1866), capitaine de vaisseau, gouverneur de La Réunion ;
7. Théodore Ducos (1801-1855), ministre de la Marine et des Colonies ;
8. Antoine Théodore de Viel  de Lunas (1803-1871), marquis d'Espeuilles, agronome, conseiller général de la Nièvre ;
9. Alphonse Joseph Paul Marie Ernest de Cadoine (1792-1865), marquis de Gabriac , diplomate, ancien membre de la Chambre des pairs ;
10. Charles Eugène (1779-1859), comte Lalaing d'Audenarde, lieutenant-général des armées du roi, ancien membre de la Chambre des pairs ;
11. Marie Denis Larabit[22], député de l'Yonne ;
12. Louis Ange Élysée Antoine, vicomte de Suleau (1793-1871), préfet d'Eure-et-Loir (1849) puis des Bouches-du-Rhône (1849-1853) ;
13. René-François-Elisabeth-Tiburce de Thorigny (1798-1869), ministre de l'Intérieur ;
14. Napoléon Mortier (1804-1869), duc de Trévise, ancien membre de la Chambre des pairs ;
15. Jacques Édouard Burignot[23] (1795-1873), baron de Varennes , député de Saône-et-Loire ;

### Nomination du7 mars 1853
1. François-Nicolas-Madeleine Morlot (1795-1862), cardinal, archevêque de Tours, grand aumônier ;

### Nominations du8 mars 1853
1. Jacques Aupick (1789-1857), maréchal de camp, ambassadeur à Madrid ;
2. Pierre-Antoine Lebrun (1785-1873), ancien membre de la Chambre des pairs ;
3. Jean-Baptiste, 2e baron Thieullen[24](1789-1862), député des Côtes-du-Nord (1849-1853) ;

### Nomination du21 juin 1853
1. Charlemagne de Maupas (1818-1888), préfet de police de Paris (1851-1852), ministre de la Police générale (1852-1853) ;

### Nominations du23 juin 1853
1. Ernest Arrighi de Casanova (1814-1888), 2e duc de Padoue (« Arrighi  de Casanova fils »)  ;
2. Jean-Jacques Berger (1791-1859), préfet de la Seine ;
3. Prosper Mérimée (1803-1870) ;
4. Charles Jean Marin Félix, marquis de La Valette[25] (1806-1881), envoyé extraordinaire à Constantinople ;

### Nominations du19 décembre 1853
1. Hippolyte Fortoul (1811-1856), ministre de l’Instruction publique (1852-1856) ;
2. Edouard-James Thayer (1802-1859), conseiller d'État ;

## 1854

### Nomination du27 mai 1854
1. Charles Baudin (1784-1854), amiral de France ;

### Nomination du19 juin 1854
1. Alfred Daviel (1800-1856), président honoraire de la Cour impériale de Rouen ;
2. Alphonse Joseph Constant Bourelle de Sivry[26] (1799-1862), préfet de La Meurthe (1850-1854) ;
3. Hubert Joseph Lyautey (1789-1857), général de division ;
4. Joseph Marie de Pernety (1766-1856), général de division, ancien membre de la Chambre des pairs ;
5. René Eleuthère Fontaine (1789-1863), marquis de Cramayel, général de division (1848) ;
6. Gustave de Chassiron[27] (1791-1868), 2e baron de Chassiron , conseiller général et député de la Charente-Inférieure (1831-48), conseiller à la Cour des comptes ;

### Nomination du2 décembre 1854
1. Ferdinand Hamelin (1794-1864), amiral de France ;

### Nominations du4 décembre 1854
1. Louis Hector de Galard (1802-1871), comte de Brassac, comte et prince de Béarn, diplomate ;
2. Adolphe Billault (1805-1863), ministre de l'Intérieur, ministre sans portefeuille, ministre d'État ;
3. Jules Agésilas Alexandre Louis Marie François de Saint-André (1806-1879), comte de Grossolles-Flamarens, chambellan honoraire de la chambre impériale  ;
4. Joseph Poniatowski (1816-1873), ministre plénipotentiaire toscan en France ;
5. Antoine Constantin de Prévost (1788-1857), général de division ;
6. Denis Victor Tourangin (1788-1880), préfet du Rhône (1849) ;
7. Claude-Marius Vaïsse (1799-1864), préfet du Rhône (1853-1864).

## 1855

### Nomination du31 janvier 1855
1. Polycarpe Anne Nicolas Levasseur (1790-1867), général de division ;

### Nomination du16 février 1855
1. Louis Bernard Bonjean (1804 - 1871), jurisconsulte, ministre de l'agriculture et du commerce ;

### Nomination du20 mars 1855
1. Joseph Romain-Desfossés (1798-1864), amiral de France, ministre de la Marine et des Colonies ;

### Nomination du26 avril 1855
1. Alexandre Florian Joseph Colonna Walewski (1810-1868), ambassadeur de France au Royaume-Uni (1851-1855) ;

### Nomination du17 août 1855
1. François Certain de Canrobert (1809-1895), maréchal de France ;

### Nominations du15 septembre 1855
1. Aimable Pélissier (1794-1864), duc de Malakoff, maréchal de France ;
2. Armand Joseph Bruat (1796-1855), amiral de France : meurt avant de prendre séance.

## 1856

### Nomination du9 février 1856
1. Pierre Joseph François Bosquet (1810-1861), maréchal de France ;

### Nomination du31 mars 1856
1. François-Adolphe de Bourqueney (1799-1869), ambassadeur de France en Autriche (1853-1859) ;

### Nominations du12 juin 1856
1. Eugène Rouher (1814-1884), ministre de l'Agriculture, du Commerce et des Travaux publics (1855-1863) ;
2. Barthélemy Dominique Jacques de Castelbajac (1787-1864), général de division, envoyé extraordinaire et ministre plénipotentiaire de France en Russie (1849) ;
3. Louis Thomas Napoléon Dubourdieu[28] (1804-1857), dit le « baron du Bourdieu », vice-amiral, préfet maritime de Toulon

### Nominations du24 juin 1856
1. Charles Joseph Marie Marius, comte de Salles[29] (1803-1858), général de division (1852), député du Loiret (1846-1848), conseiller général du Loiret ;
2. Patrice de Mac Mahon (1808-1893), duc de Magenta, maréchal de France ;
3. Eugène de Mazenod (1782-1861), évêque de Marseille ;
4. Philippe Octave Amédée, vicomte de Barral[30] (1791-1884), capitaine de cavalerie, député du Cher ;

### Nomination du8 septembre 1856
1. Antoine Édouard Herman (1785-1864), conseiller d'État.

## 1857

### Nominations du9 juin 1857
1. François Joseph (1799-1880), baron, puis 4e comte Boulay  de la Meurthe, conseiller d'État ;
2. Ferdinand Favre (1779-1867), député de la Loire-Inférieure (1848-1857) ;
3. Georges Eugène Haussmann (1809-1891), préfet de la Seine ;
4. Henri Michel Scipion, marquis de La Rochelambert[réf. à confirmer][31],[32] (1789-1863), capitaine de la garde urbaine de Lyon (1814) ;
5. Ernest Hilaire Le Roy, 2e baron de Boisaumarié (1810-1872), préfet de la Seine-Inférieure (1848-1870) ;
6. Jacques, comte Mallet (1787-1869), vice-président du conseil des Ponts et Chaussées ;
7. Séverin Le Duff de Mésonan[33] (1781-1872), député du Finistère (1852-1857) ;
8. Simon-François Allouveau de Montréal[34],[35] (1791-1873), général de division admis au cadre de réserve pour limite d'âge;
9. Adolphe Niel (1802-1869), général de division, maréchal de France (1859) ;
10. Pierre Marie Pietri (1809-1864), préfet de police de Paris (1852-1858) ;

### Nominations du12 août 1857
1. Armand Laity (1812-1889), préfet des Basses-Pyrénées (1854-1857) ;
2. Eugène Daumas (1803-1871), directeur des affaires de l’Algérie au ministère de la Guerre, général de division ;

### Nominations du27 novembre 1857
1. André Dupin, dit « Dupin  aîné » (1783-1865), procureur général près la Cour de cassation ;
2. Adrien-Louis Cochelet (1788-1858), diplomate, conseiller d'État ;

### Nominations du26 décembre 1857
1. Armand Jacques Leroy de Saint-Arnaud (1798-1864), maréchal de France (décembre 1852) ;
2. Jean-Baptiste Grivel (1788-1869), vice-amiral à la retraite ;
3. Louis Henri Hubert-Delisle (1811-1881), gouverneur de La Réunion (1852-1858) ;

## 1858

### Nominations du8 février 1858
1. Fortuné Joseph Hyacinthe Le Prédour de Kerambriec (1793-1866), vice-amiral (1852), membre du Conseil d'Amirauté (1853) ;
2. Charles Ogé Barbaroux (1792-1867), représentant du peuple (Île de la Réunion) à l'Assemblée législative de 1849 ;

### Nomination du14 juin 1858
1. Charles-Marie-Esprit Espinasse (1815-1859), général de division, inspecteur général de l'infanterie (1857), ministre de l'Intérieur (7 février-14 juin 1858)

### Nomination du20 septembre 1858
1. Jean-Baptiste Louis Gros (1793-1870), diplomate ;

## 1859

### Nomination du5 mai 1859
1. Ernest de Royer (1808-1877), ministre de la Justice (1851, 1857-1859) ;

### Nomination du8 mai 1859
1. Edouard Thouvenel (1818-1866), ambassadeur à Constantinople (mai 1855-1860), ministre des Affaires étrangères (1860-1862) ;

### Nominations du16 août 1859
1. Pierre-Hippolyte-Publius, baron Renault (1807-1870), général de division ;
2. Élie Frédéric Forey (1804-1872), général de division (1851), maréchal de France (1863) ;
3. François Augustin (1794-1875), 3e baron Thiry , officier d'ordonnance de Louis-Philippe Ier, général de division (1851) ;
4. Edgar Napoléon Henry Ney (1812-1882), 3e prince de la Moskowa, général de division (1863), député, premier veneur puis grand veneur de l'Empereur ;
5. François Thomas Tréhouart (1798-1873), vice-amiral (1851), amiral de France (1869) ;
6. Georges César Raphaël Huchet[36] (1814-1867), comte de La Bédoyère, député de la Seine-Inférieure, chambellan de Napoléon III ;
7. Paul Panon, baron Desbassayns de Richemont (1809-1875), député d'Indre-et-Loire (1852-1859) ;
8. Louis-Charles-Marie, baron de Vincent (1792-1872), conseiller d'État ;

### Nominations du14 novembre 1859
1. Gustave Rouland (1806-1878), ministre de l'Instruction publique et des Cultes (1856-1863), ministre présidant le Conseil d'État (1863-1864) ;
2. Armand Charles Louis Le Lièvre (1783-1864), comte de La Grange, général de division (1851), ancien membre de la Chambre des pairs ;
3. Félicien de Saulcy (1807-1880), président de la commission de la Carte des Gaules (1862).

## 1860

### Nomination du18 janvier 1860
1. Amédée Thierry (1797-1873), maître des requêtes au Conseil d'État ;

### Nomination du13 février 1860
1. Aristide Isidore Jean Marie, comte de La Ruë [37] (1795-1872), général de division, directeur des affaires de l'Algérie au ministère de la Guerre (1845-1848), inspecteur général de la gendarmerie ;

### Nomination du3 mars 1860
1. Théodore Gréterin[38] (1794-1861), directeur de la division des douanes au ministère de l'Intérieur ;

### Nomination du14 mars 1860
1. Michel Chevalier (1806-1879), économiste saint-simonien ;

### Nomination du11 juillet 1860
1. Charles Rigault de Genouilly, vice-amiral (1858), amiral de France (1864), ministre de la marine et des colonies (1867) ;

### Nomination du29 septembre 1860
1. Antoine Lopez-de-la-Sainte-Trinité Théodore de Lesseps  (1802-1874), diplomate, ministre plénipotentiaire de 1re classe (1853) ;

## 1861

### Nomination du4 mars 1861
1. Charles Cousin-Montauban (1796-1878), comte de Palikao, général de division (1855)

### Nomination du6 mars 1861
1. Charles Joseph Louis (1811-1869), duc de Tascher de La Pagerie, premier chambellan de l'Impératrice Eugénie en janvier 1853, député du Gard au Corps législatif (1857-1861) ;

### Nominations du24 mai 1861
1. Alexandre-Anatole-François-Henri, baron Brenier de Renaudière (1807-1885), ministre des Affaires étrangères (1851) ;
2. Augustin African Stourm (1797-1865), directeur général des Postes (1853-1861) ;

### Nomination du5 juillet 1861
1. Louis Etienne Arthur du Breuil-Hélion, vicomte de La Guéronnière[39] (1816-1875), journaliste, député du Cantal (1852), conseiller d'État (1853),

### Nomination du27 octobre 1861
1. Alexis Billiet (1783-1873), cardinal, archevêque de Chambéry (1840-1873)

### Nomination du14 novembre 1861
1. Adolphe de Forcade Laroquette (1820-1874), ministre des Finances (1860-1861).

## 1862

### Nomination du22 janvier 1862
1. Léonard Victor Charner (1797-1869), vice-amiral (1855), amiral de France (1864) ;

### Nominations du25 mai 1862
1. Justin-Napoléon-Samuel-Prosper (1805-1873), marquis de Chasseloup-Laubat, ministre de la Marine (1851), ministre de l'Algérie et des Colonies (1859-1860), ministre de la Marine et des Colonies (1860-1867), ministre présidant le Conseil d'État (1869) ;
2. Charles-Marie-Augustin de Goyon (1803-1870), général de division, aide de camp de Napoléon III ;
3. Jean-Auguste-Dominique Ingres (1780-1867), artiste peintre, membre de l'Institut de France (Académie des Beaux-Arts, 1825).

### Nomination du2 novembre 1862
1. Gustave Louis Chaix d'Est-Ange (1800-1876), procureur général près la cour impériale de Paris (1857), conseiller d’État (1858) ;

## 1863

### Nominations du7 mai 1863
1. Édouard Drouyn de Lhuys (1805-1881) (nouvelle nomination), ministre des Affaires étrangères (1848-1849, 1851, 1852-1855, 1862-1866) ;
2. Edouard, comte Waldner de Freundstein (1789-1879), général de division (1851) ;
3. Guillaume Stanislas Marey-Monge (1796-1863), comte de Péluse, général de division ;
4. Édouard Réveil[40] (1799-1886), député du Rhône (1852-1863) ;
5. Paul Ange Henri, comte Monier de La Sizeranne[41] (1797-1878), député de la Drôme (1837-1863) ;
6. Jean-François Mocquard (1791-1864), chef de cabinet de Napoléon III ;
7. Pierre de Mentque (1808-1878), préfet de la Gironde (1853-1863) ;
8. Charles Le Bègue de Germiny (1799-1871), gouverneur de la Banque de France (1857-1863)

### Nominations du1erjuillet1863
1. Charles-Amédée de Vuillefroy de Silly[42] (1810-1878), conseiller d'État ;
2. Charles Emmanuel Raphaël Théry, marquis de Gricourt, chambellan de l'Empereur

### Nominations du20 octobre 1863
1. Pierre Jules Baroche (1802-1870), « ministre présidant le Conseil d'État » (1852), ministre sans portefeuille (1860), ministre de la Justice et des Cultes (23 juin 1863) ;

### Nominations du24 octobre 1863
1. François-Émile Villemain (1795-1867), conseiller d'État ;
2. Victor Suin (1797-1877), conseiller d'État en service ordinaire ;
3. Émile Herbillon (1794-1866), général de division

### Nomination du21 décembre 1863
1. Henri de Bonnechose (1800-1883), cardinal, archevêque de Rouen ;

### Nomination du30 décembre 1863
1. Jacques Camou (1792-1868), général de division ;

## 1864

### Nomination du1erseptembre 1864
1. Edmond-Charles, comte de Martimprey[43] (1808-1883), général de division, gouverneur de l'Algérie.

### Nomination du5 septembre 1864
1. François Achille Bazaine (1811-1888), maréchal de France ;

### Nomination du28 septembre 1864
1. Gustave Rouland (nouvelle nomination) (1806-1878), ministre de l'Instruction publique et des Cultes (1856-1863), ministre présidant le Conseil d'État (1863-1864), vice-président du Sénat (1864-1870)

### Nominations du5 octobre 1864
1. Napoléon Auguste Lannes (1801-1874), duc de Montebello, député de la Marne à l'Assemblée nationale législative (Deuxième République) ;
2. Adolphe Barrot (1801-1870), ambassadeur en Espagne (1858-1864) ;
3. Georges Darboy (1813-1871), archevêque de Paris (1863-1871) ;
4. Éloy Ernest Forestier de Boinvilliers (1799-1886), conseiller d'État ;
5. Camille Godelle (1804-1874), député de l'Aisne à l'Assemblée nationale législative (Deuxième République) ;
6. Jean Raymond Sigismond Alfred, comte de Salignac -Fénelon  (1810-1883), ministre plénipotentiaire à Berne ;
7. François-Michel-Armand de Chabrier-Peloubet (1789-1871), directeur général des archives de l'Empire (1848-1857) ;
8. Émilien de Nieuwerkerke (1811-1892), intendant des Beaux-Arts de la Maison de l'Empereur ;
9. Jean-Charles Persil[réf. à confirmer][44] (1785-1870), conseiller d'État ;

## 1865

### Nominations du15 mars 1865
1. Adrien-Marie Devienne[45] (1802-1883), premier président de la Cour impériale de Paris (1858) ;
2. Émile Mellinet (1798-1894), général de division, commandant supérieur des Gardes nationales de la Seine ;
3. Émile Félix Fleury (1815-1884), général de division, diplomate, aide de camp de l'Empereur, premier écuyer puis grand écuyer ;
4. Henri Chevreau (1823-1903)

### Nomination du28 mars 1865
1. Paul Boudet (1800-1877), ministre de l'Intérieur (1863-1865), secrétaire (31 mars 1865) puis premier vice-président (17 novembre 1865) du Sénat ;

### Nomination du28 avril 1865
1. Charles-Augustin Sainte-Beuve (1804-1869), maître de conférence à l'École normale supérieure ;

### Nomination du18 juillet 1865
1. Charles Corta (1805-1870), député des Landes (1852, 1857 et 1863) ;

### Nomination du5 août 1865
1. Édouard Bouët-Willaumez (1808-1871), vice-amiral ;

### Nomination du4 novembre 1865
1. Charles Adrien His, comte de Butenval (1809-1883), ambassadeur de France en Belgique, conseiller d'État ;

### Nominations du26 décembre 1865
1. Ustazade Silvestre de Sacy (1801-1879), membre de l'Académie française ;
2. Charles Gabriel César Gudin[46] (1798-1874), général de division ;
3. Claude Joseph Brandelys Green, comte de Saint-Marsault[47] (1807-1866), préfet des Deux-Sèvres (1848-1850), préfet de Seine-et-Oise (1852-1865).

### Nominations du31 décembre 1865
1. Armand-Octave-Marie d’Allonville (1809-1867), général de division ;
2. Joseph Vinoy (1811-1880), général de division.

## 1866

### Nomination du20 février 1866
1. Symphorien Boittelle (1813-1897), préfet de Police de Paris (1858-1866) ;

### Nominations du5 mai 1866
1. Joseph Jacques Margueritte Bernard Lacaze  (1798-1874), avocat, député des Hautes-Pyrénées (1848-1851) ;
2. Antoine Blondel (1795-1886), membre du conseil d'État à partir (1854) ;
3. Philibert Mollard (1801-1873), général de division, aide de camp de l'Empereur ;
4. Félix Baciocchi (1803-1866), premier chambellan de Napoléon III ;

### Nomination du14 décembre 1866
1. Paul de Ladmirault (1808-1898), général de division ;

## 1867
Le Sénat a perdu en 1867 neuf de ses membres, dont six n'avaient aucun titre nobiliaire, savoir : MM. Ingres, Villemain, Barbaroux, Favre, Fould, et le général Levasseur. Les trois autres étaient les marquis de La Rochejaquelein et de La Bédoyère, et le vicomte d'Allonville, dont la promotion ne remontait qu'au 31 décembre 1866.
Neuf nominations ont comblé ces vides, et avec celle de M. le comte Walewski, rappelé au Luxembourg le 2 avril 1867, elles ont maintenu le chiffre des membres du Sénat à cent quarante-neuf, non compris les cardinaux, les maréchaux et les amiraux. Il ne reste donc qu'un seul fauteuil vacant.

### Nomination du5 janvier 1867
1. Gustave Olivier Lannes de Montebello (1804-1875), frère du précédent, général de division, aide de camp de l'Empereur ;

### Nomination du20 janvier 1867
1. Louis Henri Armand Behic (1809-1891), ministre de l'Agriculture, du Commerce et des Travaux publics (1863-1867), grand'croix de l'ordre d'Isabelle la Catholique[48] ;

### Nominations du22 janvier 1867
1. Gustave Louis Chaix d'Est-Ange (nouvelle nomination) (1800-1876), procureur général près la cour impériale de Paris (1857), conseiller d’État (1858) ;
2. Alexandre Bauchart (1809-1887), ancien président de section au conseil d'État, ancien représentant du peuple ;
3. Joseph Charles Edouard, marquis de Lisle de Siry[49] (1807-1884), ministre plénipotentiaire (de 1re classe[48]) à Lisbonne, grand'croix de l'Ordre de Notre-Dame de l'Immaculée Conception de Vila Viçosa de Portugal ;

### Nomination du2 avril 1867
1. Alexandre Florian Joseph Colonna Walewski (nouvelle nomination) (1810-1868), député des Landes au Corps législatif,  président de l'Assemblée nationale (1865-1867) ;

### Nominations du18 novembre 1867
1. Alexandre Goüin (1792-1872), ancien ministre du Commerce, député d'Indre-et-Loire, vice-président du Corps législatif ;
2. Henri François Alexandre Conneau (1803-1877), docteur en médecine, vice-président du conseil général du département de la Corse, Médecin personnel et 1er médecin de l'empereur Napoléon III ;
3. Louis-François-Gabriel-Ange Chabanacy de Marnas (1809-1871), procureur général près la cour impériale de Lyon, grand'croix de l'ordre de Saint-Stanislas ;
4. Octave Pierre Antoine Henri de Chabannes-Curton (1803-1889), vice-amiral ;
5. Désiré Nisard (1806-1888), directeur de l’École normale supérieure ;

### Nomination du29 décembre 1867
1. Pierre-Guillaume-Frédéric Le Play (1809-1882), sociologue et économiste, conseiller d'État ;

## 1868

### Nomination du12 mars 1868
1. Pierre Louis Charles de Failly (1810-1892), général de division ;

### Nomination du2 mai 1868
1. Léon de Laborde (1807-1869), directeur général des Archives de l'Empire ;

### Nominations du14 août 1868
1. Étienne Gilbert Eugène, vicomte de Sartiges (1809-1893), ambassadeur près le Saint-Siège  ;
2. Alexandre, baron de Geiger[50] (1808-1891), député de la Moselle (1852-1867) ;
3. Antoine Richard de Montjoyeux[51] (1795-1874), député de la Nièvre (1858-1868) ;
4. Charles Étienne Conti[52] (1795-1874), député de la Corse (1848-1849, 1871-1872) ;
5. Auguste Nélaton (1807-1873), professeur à l'hôpital Saint-Louis (Paris), membre de l'Académie des sciences ;

### Nomination du17 décembre 1868
1. Léonel Desle Marie René François, marquis de Moustier (1817-1869), ambassadeur à Constantinople (1861-1866), ministre des Affaires étrangères (1866-1868) ;

## 1869

### Nomination du18 mars 1869
1. Pierre Alexandre Victor Barbier (1800-1874), directeur général des contributions indirectes (1861-1869) ;

### Nominations du6 mai 1869
1. Jacques Félix Meslin (1785-1872), général de division, député de la Manche (1846-1848, 1852-1869) ;
2. Louis-Henri-François, marquis de Luzy-Pélissac[53] (1797-1869), général de division, député de la Drôme (1863-1869) ;
3. Raymond Larrabure (1797-1875), député des Basses-Pyrénées (1849-1869) ;
4. Louis-Marie-Alexandre-Charles Macdonald[54] (1824-1881), 2e duc de Tarente, fut chambellan de Napoléon III, conseiller général et député du Loiret (1852-1869) ;
5. Isidore Taylor (1789-1879), membre de l'Académie des beaux-arts ;
6. Claude Bernard (1813-1878), médecin et physiologiste ;

### Nominations du31 juillet 1869
1. Adolphe Vuitry (1813-1885), ministre présidant le conseil d'État (1864-1869) ;
2. Victor Duruy (1811-1894), ministre de l'Instruction publique (1863-1869) ;

### Nomination du2 octobre 1869
1. Charles de Talleyrand-Périgord (1821-1896), ministre de France à Berlin (1863), puis ambassadeur à Saint-Pétersbourg (1864-1869) ;

### Nomination du16 décembre 1869
1. Louis-Gustave Adolphe Lemercier de Maisoncelle-Vertille de Richemont[55] (1805-1873), député de Lot-et-Garonne (1837-1848, 1852-1869), conseiller général de Seyches, maire de Tombebœuf ;

### Nominations du28 décembre 1869
1. Henri, prince de La Tour d'Auvergne (1823-1871), ministre des Affaires étrangères (1869-1870) ;
2. Edmond Gressier (1813-1892), ministre de l'Agriculture, du Commerce et des Travaux publics (1868), ministre des Travaux publics (17 juillet 1869) ;

### Nomination du29 décembre 1869
1. Paul Marie Henri Gaston, baron de Verbigier de Saint-Paul[56] (1821-1878), préfet de la Meurthe (1861-1865), conseiller d'État, député de l'Ariège (1876).

## 1870

### Nomination du2 janvier 1870
1. Jean-Baptiste Duvergier (1792-1877), ministre de la Justice et des Cultes (1869-1870) ;

### Nomination du24 mars 1870
1. Edmond Le Bœuf (1809-1888), maréchal de France, ministre de la Guerre ;

### Nomination du10 juin 1870
1. Nicolas Prosper Bourée (1811-1886), ambassadeur à Constantinople (1866-1870) ;

### Nomination du14 juin 1870
1. Charles François Frédéric, marquis de Montholon  (1814-1886), ministre plénipotentiaire à Lisbonne ;

### Nominations préparées en vue du15 août 1870
Nominations préparées par le chef du Cabinet Émile Ollivier en vue du 15 août 1870, signées par Napoléon III mais non promulguées :
1. Napoléon, comte Suchet (1813-1877), 2e duc d'Albuféra, député de l'Eure (1849-1870), conseiller général de l'Eure (1848-1877), maire de Vernon (Eure) ;
2. Émile Augier (1820-1889), poète et dramaturge, membre de l'Académie française ;
3. Charles François Xavier d'Autemarre d'Erville (1805-1891), général de division ;
4. Henry Barbet (1789-1875), député de la Seine-Inférieure (1863-1869) ;
5. Adrien Théodore Benoît-Champy[57] (1805-1872), député de la Côte-d'Or (1849-1851), puis de l'Ain (1855-1857), président du tribunal de la Seine ;
6. Maxime Du Camp (1822-1894), écrivain et photographe français, membre de l’Académie française ;
7. Aymé Stanislas Darblay (1794-1878), député de Seine-et-Oise (1852-1870) ;
8. Maximilien Sébastien Auguste Foy (1815-1871) ;
9. Émile de Girardin (1806-1881), publiciste ;
10. Pierre-Paul de La Grandière (1807-1876), vice-amiral, préfet maritime de Toulon ;
11. Frédéric Joseph Barthélémy, 2e comte Lagrange (1815-1883), député du Gers (1852-1870) ;
12. Joseph Édouard de La Motte-Rouge (1804-1883), général de division, député des Côtes-du-Nord ;
13. Jules Leclerc d'Osmonville[58] (1797-1871), député de la Mayenne (1853-1870) ;
14. Louis Pasteur (1822-1895), membre de l'Institut de France ;
15. Anselme Pétetin (1807-1873), directeur de l'Imprimerie impériale, conseiller d'État ;
16. Joseph Marie Pietri (1820-1902), préfet de police de Paris ;
17. Constance Piou (1800-1890), premier président de la Cour d'appel de Toulouse ;
18. Emmanuel de Rougé (1811-1872), égyptologue et philologue, conseiller d'État et professeur d'archéologie égyptienne au Collège de France.